# سلمان‌شهر
سَلمان‌شَهر (همچنین شناخته می‌شود: ساقی‌کلایه، متل قو) شهری از توابع بخش سلمان شهر شهرستان عباس آباد در استان مازندران در ایران است. مردم سلمان‌شهر از نژاد ایرانی و قومیت طبری هستند که ریشه در قوم آمارد و قوم تپوری دارند و به زبان طبری (مازندرانی) با گویش کلارستاقی و همچنین زبان فارسی صحبت می‌کنند. سلمان‌شهر با جمعیت ۹٬۶۵۶ تن در فاصله ۸ کیلومتری شرق شهر عباس‌آباد و ۵ کیلومتری غرب شهر کلارآباد قرار دارد. این شهر در شهرستان عباس‌آباد و بخشِ سلمان‌شهر قرار داردو مساحت آن ۷۵۰ هکتار است.

## جمعیت و زبان
سلمان‌شهر بر اساس آخرین آمار سازمان سرشماری ایران در سال ۱۳۹۵ جمعیتی بالغ بر ۹٬۶۵۶ نفر را دارد و مردم آن به گویش کلارستاقی زبان مازندرانی گویش می‌کنند.
دو گویش طبری کجوری و طبری کلارستاقی زیر مجموعه گویش کهن طبری رویانی هستند که از شهرستان نور تا شهرستان تنکابن گویش می‌شود. گویش طبری رویانی زبان حکام اسپهبد رویان نیز بوده‌است.

## تاریخچه

### پیشینه و نام

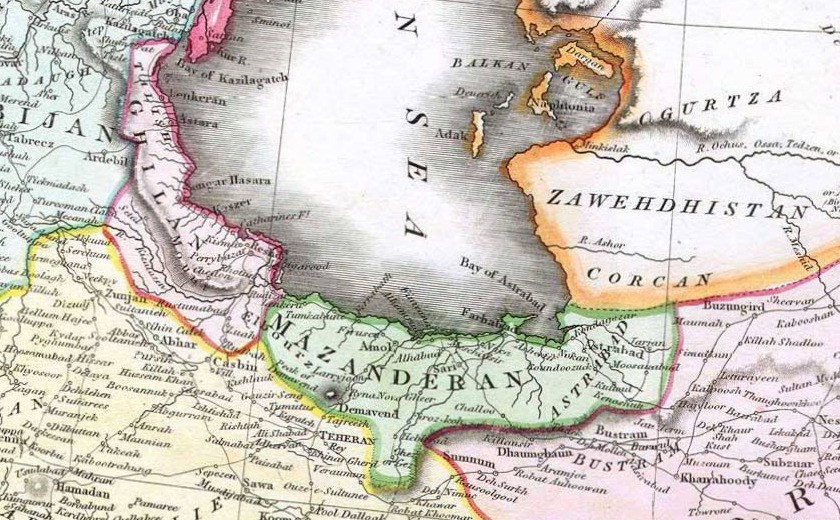
نقشه قدیم مازندران ۱۸۱۴ میلادی

نام تاریخی این منطقه لنگا است. سرزمین لنگا از نمک‌آبرود تا نشتارود امتداد داشت. نام لنگا به سال ۲۷۷ ه‍.ق به عنوان یکی از آبادی‌های غرب طبرستان برای اولین بار در تاریخ مازندران آمده‌است. از لنگا در زمان‌های قبل از حکومت علویان همیشه به عنوان یک آبادی از ولایات رویان یاد شده‌است. در گذشته منطقه رویان از شهرستان نور، نوشهر، چالوس، تنکابن و گاهی مرز غربی آن تا رودسر ادامه می‌یافت.
لینگا در زبان مازندرانی به معنی تراش یافته‌ است و مخفف واژه مالینگا در زبان مازندرانی است. مالینگا در زبان مازندرانی همچنین به محل اطراف و پایگاه گفته می‌شود. همچنین واژه لینگ و لنگ در زبان مازندرانی به معنای پا است.
در گذشته بندری به نام شرابه کلا در این ناحیه وجود داشت و بعدها شهری آباد به نام مرعشی کلا در این ناحیه شکل گرفت.
جمشید جوانشیر متولد ۱۳۰۳ در تهران ، سرمایه گذاری خود را درون جنگلهای شمال ایران در منطقه نزدیک به دریا و حوالی روستای کلارآباد، با ساخت باغ مرکبات ۱۴ هزار هکتاری (این باغ بعد از ۱۰ سال تلاش شبانه روزی جوانشیر در سال۱۳۴۲ به خاطر نامساعد بودن خاک محل و بروز یک زمستان سخت بی حاصل ماند) که بزرگترین باغ مرکبات زمان خود در ناحیه شمال کشور بود و متلی در حاشیه دریا به نام «متل قو» شروع کرد. 
سلمان‌شهر پیش از انقلاب ۱۳۵۷ ساقی‌کلایه نام‌ داشت اما به خاطر وجود متلی به نام متل قو به این نام نیز خوانده می‌شد، و پس از سال ۱۳۶۷ نام این شهر به سلمان‌شهر تغییر پیدا کرد. رشد این شهر مرهون فردی به نام جمشید جوانشیر است، سلمانشهر، شهر جدیدی است که با شروع شهرک سازی در اوایل سال ۱۳۴۰ پا گرفت و در سال ۱۳۴۱ دارای شهرداری شد. پس از ایجاد شهرداری، همسر جوانشیر به نام پریمرز فیروزگر به عنوان اولین شهردار زن ایران در این پست قرار گرفت. اولین شهرک ساخته شده در این منطقه، دریا گوشه نام داشت.

### دوران باستان

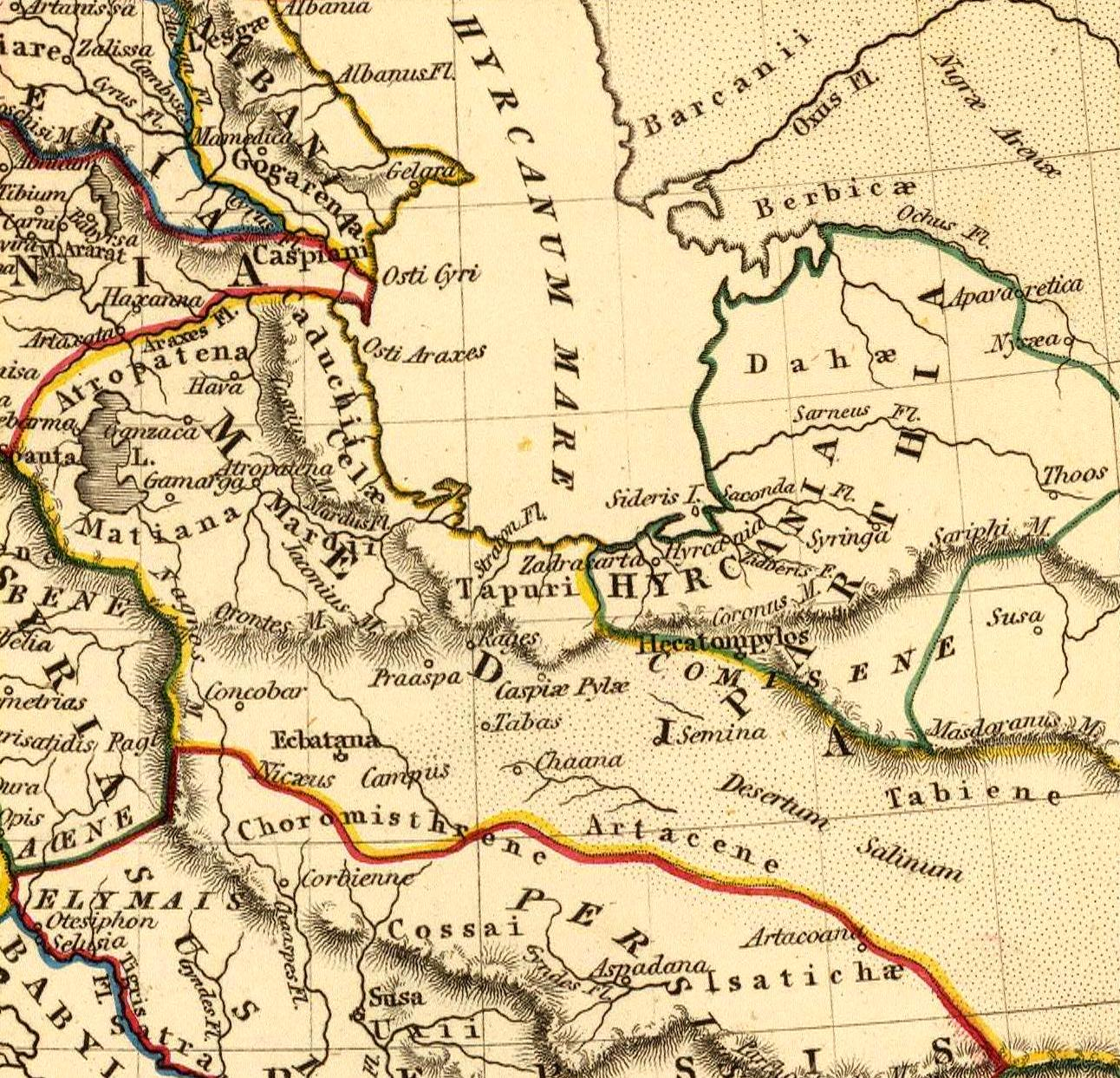
موقعیت تپورها در قرن دوم قبل از میلاد، از شرق سپیدرود تا اسرم هیرکانیا

استان مازندران پیش از اسلام تپورستان (به پهلوی: ) نامیده می‌شد که برگرفته از نام قوم تپوری (به یونانی: Τάπυροι) می‌باشد که پس از اسلام قوم طبری نام گرفتند و سرزمینشان طبرستان نامیده شد.
به اعتقاد مورخان آماردها نخستین سکنه باستانی مازندران بودند و آماردها از آمل تا تنکابن و تپورها از آمل تا گرگان سکونت داشتند. در عصر هخامنشی در کرانه جنوبی دریای مازندران اقوام، تپوری، آمارد، آناریاکه و کادوسی سکونت داشتند. مورخان آماردها را به مردمان داهه و سکایی و پارسی پیوند داده‌اند.
هرودوت از قبیله مارد (mardes) در کنار دائی‌ها (daens)، دروپیک‌ها (dropiques)، و ساگارتی‌ها (sagarties) به عنوان پارس‌های کوچنشین و صحراگرد یاد کرده‌است. پلینیوس مورخ یونانی محل آماردها را قسمت شرقی مارگانیا شناسایی کرده‌است. استرابون(۶۳ ق. م) قوم آمارد را در کنار اقوام تپوری، کادوسی و کرتی به عنوان اقوام کوهستان نشین شمال کشور یاد می‌کند. استرابو می‌نویسد: تمام مناطق این کشور به استثنای بخشی به سمت شمال که کوهستانی و ناهموار و سرد است و محل زندگی کوهنشینانی به نام کادوسی (Cadusii) و آماردی (Amardi) و تپوری (Tapyri) و کرتی (Cyrtii) و سایر مردمان دیگراست، حاصلخیز است.
به گفته واسیلی بارتلد تپوری‌ها در قسمت جنوب شرقی ولایت سکونت داشتند و در قید اطاعت هخامنشیان درآمده بودند و آماردها مغلوب اسکندر مقدونی و بعد مغلوب اشکانیان شدند و اشکانیان در قرن دوم ق. م. آنها را در حوالی ری سکونت دادند و اراضی سابق آماردها به تپوری‌ها اهدا شد و بطلمیوس در شرح دیلم یعنی قسمت شرقی گیلان در ساحل بحر خزر در آن زمان از تپوری‌ها نام می‌برد.به گفته یحیی ذکا در «کاروند کسروی» آورده‌است: آماردان یا ماردان، در زمان لشکر کشی اسکندر مقدونی به ایران، این تیره در مازندران نشیمن می‌داشتند و آن هنگام هنوز قبایل تپوران به آنجا نیامده بودند. به گفته مجتبی مینوی قوم آمارد و قوم تپوری در سرزمین مازندران می‌زیستند و تپوری‌ها در ناحیه کوهستانی مازندران و آماردها در ناحیه جلگه‌ای مازندران سکونت داشتند. در سال ۱۷۶ ق. م فرهاد اول اشکانی قوم آمارد را به ناحیه خوار کوچاند و تپوری‌ها تمام ناحیه مازندران را فرو گرفتند و تمام ولایت به اسم ایشان تپورستان نامیده شد.

## جاذبه‌های گردشگری
این شهر در مسیر ارتباطی چالوس و تنکابن واقع‌شده‌است و نقش تفرجگاهی قوی دارد.  مجاورت با دریای خزر و داشتن ساحل ماسه‌ای مناسب در تمامی نواحی شمالی شهر ارتفاعات ییلاقی و جنگلی زیبا در دامنه کوه البرز در نواحی جنوبی شهر، فاصله‌ای اندک بین ساحل دریا و دامنه کوه، و نزدیکی غاری استثنایی به نام غار دانیال جذابیت این منطقه را دو چندان کرده‌است. در ایام تعطیلات جمعیت این شهر به ۲۰۰ هزار نفر نیز افزایش می‌یابد.

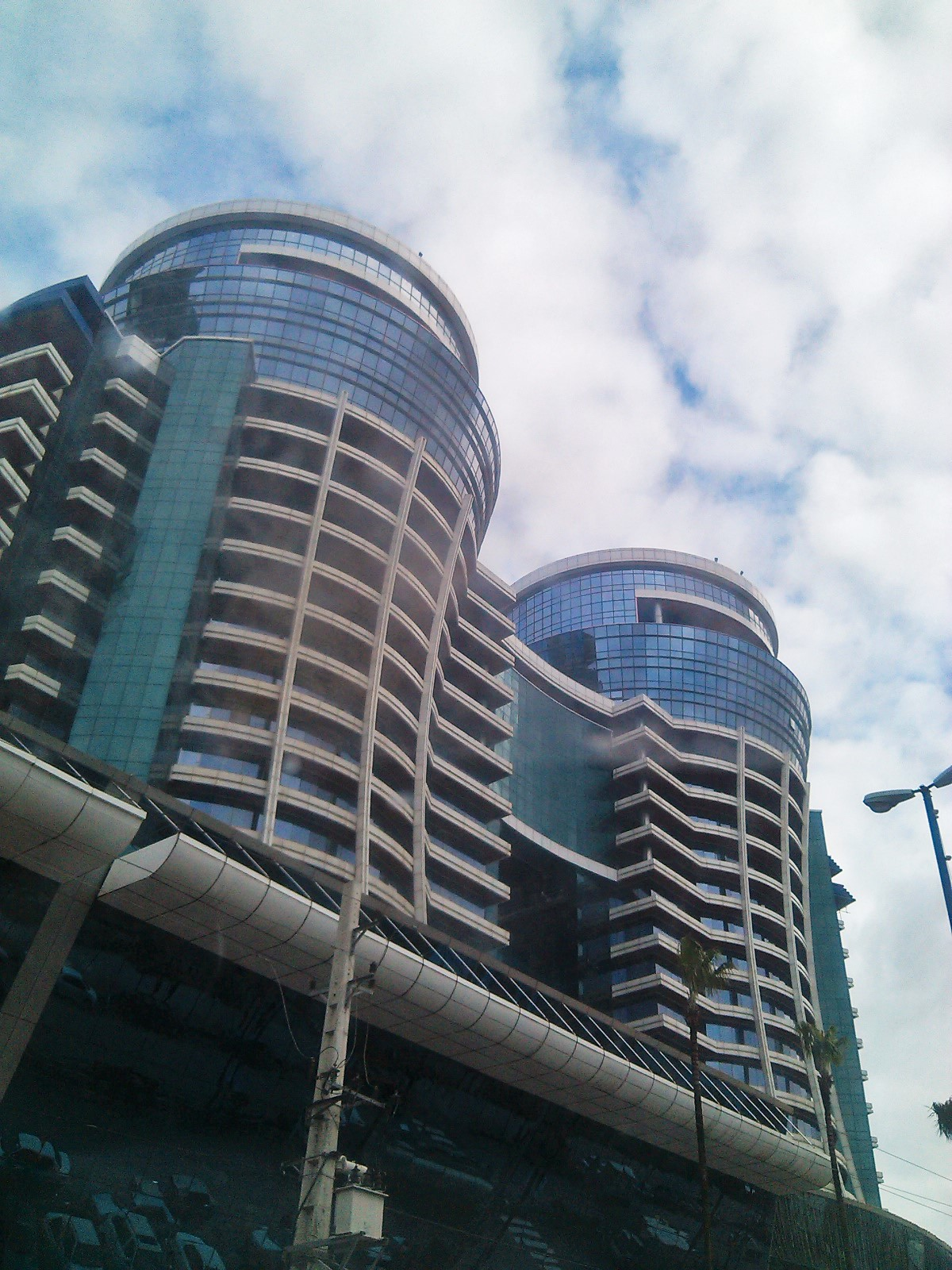
ساختمان پروژه قو الماس خاورمیانه به طراحى مهرداد خليلى فرد در سلمان‌شهر
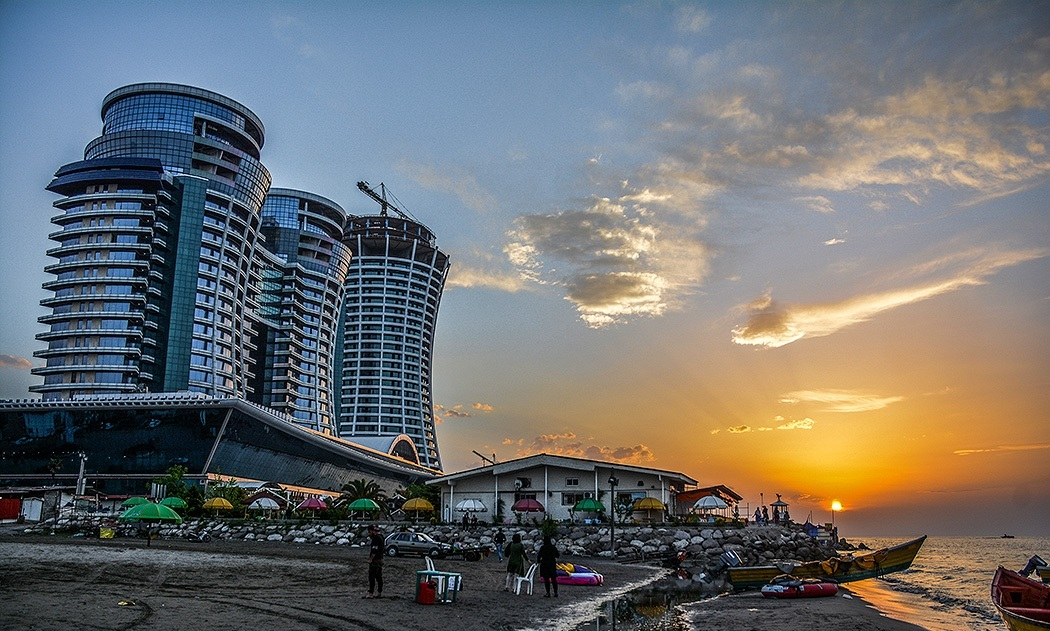
ساحل و ساختمان قو الماس خاورمیانه
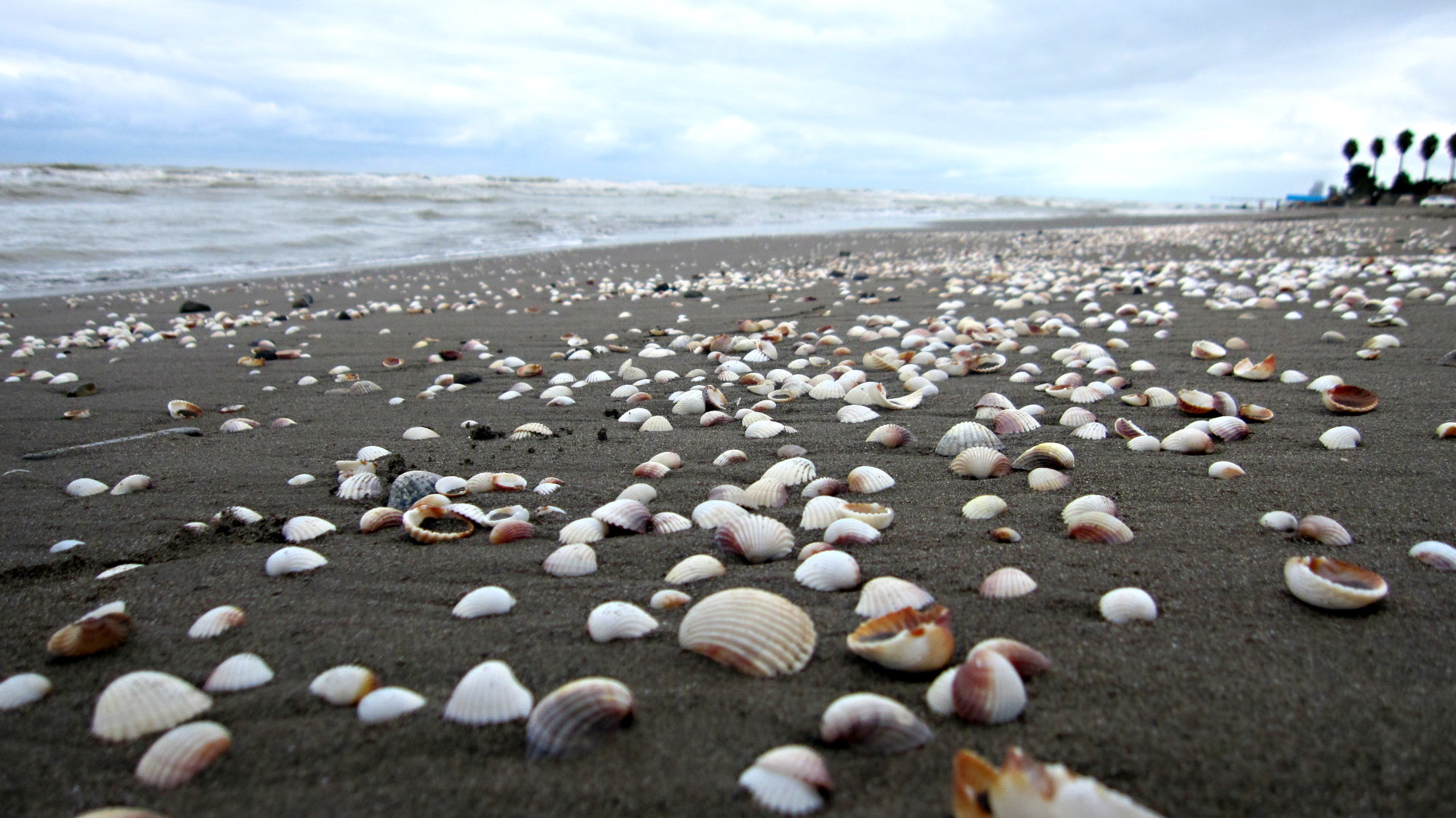
ساحل شهر در سال ۲۰۱۱

### غار دانیال
غار دانیال  که با نام های کردکوی، گرده‌کوه و چاری نیز شناخته می شود، در نزدیکی روستای دانیال در سلمانشهر در استان مازندران واقع شده است و دومین غار بزرگ رودخانه ای ایران، بعد از غار قوری قلعه پاوه در کرمانشاه، به شمار می رود. دمای غار حدود ۲۳ سانتی‌گراد و دمای آب حدود ۱۷ سانتی‌گراد است که در تمامی طول سال ثابت است.

## مناطق مسکونی
مهم‌ترین منطقه مسکونی سلمان شهر دریاگوشه است. دهکده شیرین و شهرک لاکوده مهم‌ترین شهرک‌های این شهر توریستی محسوب می‌شوند.

## روستاها و محلات
1. تیلاکنار
2. دانیال
3. جیسا
4. اسبچین
5. سی سرا
6. کراتکوتی
7. گرجی سرا
8. تازه آباد
9. سلامت سرا
10. تیلورسر